# Югна (приток Лукомки)
Ю́гна (или Югна́) — река в Крупском районе Минской области и Чашникском районе Витебской области Белоруссии. Правый приток реки Лукомка.
Вытекает из озера Обида неподалёку от деревни Хольневичи Крупского района, течёт по территории Чашникской равнины и впадает в Лукомку в 1 км к северу от города Новолукомль.
Длина реки равняется 11 км. Средний наклон водной поверхности — 0,2 м/км. Площадь водосбора составляет 430 км², озёрность — 7 %.